# Raiateafruktduva
Raiateafruktduva (Ptilinopus chrysogaster) är en fågel i familjen duvor inom ordningen duvfåglar, endemisk för Sällskapsöarna i Franska Polynesien.

## Utbredning och systematik
Fågeln förekommer i västra Sällskapsöarna på Maupiti, Bora Bora, Tahaa, Raiatea och Huahine. Tidigare behandlades den som underart till tahitifruktduva (Ptilinopus purpuratus) men urskiljs allt oftare som egen art.
Den beskrevs vetenskapligt först 1853, men upptäcktes 30 år tidigare av René Primevère Lesson (1794–1849), när han verkade som naturforkare ombord på La Coquille.

## Ekologi
Den lever i subtropisk till tropisk fuktig låglandsskog.

## Status och hot
Arten kategoriseras av IUCN som starkt hotad. Populationen minskning beror på habitatförstörelse, introduktion av invasiva växter och djur, som Australisk kärrhök medan vildkatter, polynesisk råtta och svartråtta har en negativ inverkan på kvaliteten på artens livsmiljö.